# Elizabeth Ashton
Elizabeth « Liz » Ashton (née le 16 mars 1950 à Darwen) est une cavalière canadienne de concours complet.
Elle remporte la médaille d'or par équipe au Championnat du monde de concours complet 1980.
Elle est présidente du Camosun College de 1994 à 2008.
Elle reçoit la Médaille commémorative du 125e anniversaire de la Confédération du Canada en 1992 et la Médaille du jubilé d'or de la reine Élisabeth II en 2003.